# Vladímir Alikin
Vladimir Alexándrovich Alikin –en ruso, Владимир Александрович Аликин– (Dolgy Most, 10 de mayo de 1957) es un deportista soviético que compitió en biatlón.
Participó en los Juegos Olímpicos de Lake Placid 1980, obteniendo dos medallas, oro en la prueba por relevos y plata en velocidad. Ganó cuatro medallas de bronce en el Campeonato Mundial de Biatlón entre los años 1979 y 1982.

## Palmarés internacional
| Juegos Olímpicos   | Juegos Olímpicos             | Juegos Olímpicos  | Juegos Olímpicos |
| Año                | Lugar                        | Medalla           | Prueba           |
| ------------------ | ---------------------------- | ----------------- | ---------------- |
| 1980               | Lake Placid (Estados Unidos) | Medalla de oro    | Relevos          |
| 1980               | Lake Placid (Estados Unidos) | Medalla de plata  | Velocidad        |
| Campeonato Mundial |                              |                   |                  |
| Año                | Lugar                        | Medalla           | Prueba           |
| 1979               | Ruhpolding (RFA)             | Medalla de bronce | Relevos          |
| 1981               | Lahti (Finlandia)            | Medalla de bronce | Relevos          |
| 1982               | Minsk (URSS)                 | Medalla de bronce | Velocidad        |
| 1982               | Minsk (URSS)                 | Medalla de bronce | Relevos          |